# Dawid Kubacki
Dawid Grzegorz Kubacki [kuˈbat͡ski] (* 12. März 1990 in Nowy Targ) ist ein polnischer Skispringer. Seine bisher größten internationalen Erfolge sind der Gewinn der Goldmedaille auf der Normalschanze bei den Weltmeisterschaften 2019 in Seefeld und der Sieg bei der Vierschanzentournee 2019/20.

## Werdegang
Kubacki, der seit seinem sechsten Lebensjahr Ski springt, begann seine internationale Karriere 2004 bei FIS-Springen in seiner Heimat Zakopane. Dabei erreichte er anfangs nur mittelmäßige Ergebnisse. Bei den Junioren-Weltmeisterschaften 2006 in Kranj erreichte er im Einzelspringen den 42. und mit dem Team den 7. Platz. Nach der Junioren-WM startete er im FIS Cup. Am 18. März 2007 gab er sein Debüt im Skisprung-Continental-Cup und sprang bereits in seinem ersten Springen mit dem 26. Platz in die Punkteränge. Trotz dieser Leistung gehörte er danach nur unregelmäßig zum Continental-Cup-Kader und sprang vorrangig im FIS Cup. Erst ab September 2008 gehörte er fest zum Kader im Continental Cup. Am 16. Januar 2009 debütierte er in Zakopane im Weltcup, verpasste dabei als 49. jedoch deutlich die Punkteränge. Bei den Junioren-Weltmeisterschaften 2009 in Štrbské Pleso erreichte er im Einzelspringen den 33. Platz. Im Januar 2010 startete er in Sapporo erneut im Weltcup und verpasste mit dem 37. und dem 32. Platz die Punkteränge nur knapp. Bei den Junioren-Weltmeisterschaften 2010 in Hinterzarten sprang er mit dem Team auf den 5. Platz und im Einzel auf den 31. Platz. Beim Skisprung-Grand-Prix 2010 in Hinterzarten gewann er nicht nur die Qualifikation, sondern katapultierte sich und sein Team auf den 1. Platz und wurde Sechster im Einzel. Auch in Courchevel, Einsiedeln und Wisła sprang er immer unter die besten elf und erreichte in Hakuba bei den Einzelspringen am 28. und 29. August 2010 seine ersten Grand-Prix-Podestplatzierungen als jeweils Zweiter. In der Grand-Prix-Gesamtwertung belegte er mit 348 Punkten den fünften Rang.
Am 1. Dezember 2012 erreichte er beim Weltcupspringen im finnischen Kuusamo als 22. seine ersten neun Weltcuppunkte. Zwei Wochen später erreichte er als Neunter in Engelberg seine erste Top-Ten-Platzierung. Bei den Nordischen Skiweltmeisterschaften 2013 in Val di Fiemme gewann er mit seinen Teamkollegen Piotr Żyła, Maciej Kot und Kamil Stoch hinter Österreich und Deutschland die Bronzemedaille im Mannschaftswettbewerb und damit die erste polnische Mannschaftsmedaille im Skispringen bei einer Weltmeisterschaft. In den Einzelwettbewerben wurde er 31. von der Normal- und 20. von der Großschanze.
Am 1. September 2013 sicherte sich Kubacki bei den Sommermeisterschaften auf der Normalschanze in Szczyrk erstmals den polnischen Meistertitel. Im Februar 2014 gehörte er zum polnischen Aufgebot für die Olympischen Winterspiele in Sotschi. Er wurde nur im Einzelspringen auf der Normalschanze eingesetzt und belegte dabei den 32. Platz.
Am 31. Januar 2015 gewann Kubacki in Zakopane sein erstes Continental-Cup-Springen. Bei den Nordischen Skiweltmeisterschaften 2015 in Falun kam er nur im Einzelwettbewerb auf der Großschanze zum Einsatz, in dem er 29. wurde. Am 7. März 2015 folgte in Seefeld sein zweiter COC-Sieg. zum Auftakt in die Saison 2015/16 war Kubacki sehr erfolgreich. Er gewann zunächst die beiden COC-Springen in Kranj am 4. und 5. Juli 2015. Danach startete er im Sommer-Grand-Prix. Am 31. Juli siegte er in Wisła zunächst mit dem polnischen Team und erzielte am Folgetag seinen ersten Einzelsieg im Grand Prix. Eine Woche später gewann er in Hinterzarten direkt seinen zweiten Wettbewerb. Nach weiteren Top-Ten-Platzierungen im Grand Prix und im Continental Cup belegte er am Ende der Sommer-Saison den fünften Rang in der Grand-Prix-Gesamtwertung und den zweiten Rang in der Sommer-COC-Wertung. Bei der Skiflug-Weltmeisterschaft 2016 am Kulm belegte er den 15. Platz im Einzel und den fünften Rang mit der polnischen Mannschaft. Am 23. Februar 2016 erreichte er als Siebter in Kuopio seine bis dahin beste Einzel-Platzierung im Weltcup.
Am 3. Dezember 2016 gewann Kubacki zusammen mit Piotr Żyła, Kamil Stoch und Maciej Kot das Teamspringen in Klingenthal, was für ihn der erste Weltcupsieg seiner Karriere war. Zudem war es der erste Sieg einer polnischen Mannschaft in einem Weltcup-Teamwettbewerb. Bei den Nordischen Skiweltmeisterschaften 2017 in Lahti belegte er in den beiden Einzelwettbewerben, von der Normal- und von der Großschanze, jeweils den achten Rang. Im Mannschaftsspringen von der Großschanze wurde er zusammen mit Piotr Żyła, Maciej Kot und Kamil Stoch Weltmeister vor Norwegen und Österreich.
Im Sommer 2017 war Kubacki der überragende Skispringer im Grand Prix. Zum Auftakt gewann er mit der polnischen Equipe das Teamspringen in Wisła. Er nahm an fünf Einzelspringen teil, die er alle für sich entschied (Wisła, Hinterzarten, Courchevel, Hinzenbach und Klingenthal). Er gewann dadurch die Grand-Prix-Gesamtwertung mit 500 Punkten. Seine ersten Podestplatzierungen in Einzel-Weltcupspringen erreichte er mit dem jeweils dritten Platz am 30. Dezember 2017 beim Auftaktspringen der Vierschanzentournee 2017/18 in Oberstdorf und bei dem ersten Springen der Willingen Five am 3. Februar 2018. Bei der Skiflug-Weltmeisterschaft 2018 in Oberstdorf belegte er den zehnten Platz im Einzel und gewann zusammen mit Piotr Żyła, Stefan Hula und Kamil Stoch die Bronzemedaille im Mannschaftswettbewerb. Kubacki gehörte zum polnischen Aufgebot für die Olympischen Winterspiele 2018 in Pyeongchang und nahm dort in allen drei Wettbewerben teil. Im Einzelwettbewerb auf der Normalschanze schied er überraschend als 35. nach dem ersten Durchgang aus. Im Einzelwettbewerb auf der Großschanze belegte er den zehnten Rang. Im Mannschaftswettbewerb auf der Großschanze holte er als Dritter zusammen mit Maciej Kot, Stefan Hula und Kamil Stoch die Bronzemedaille hinter den Mannschaften aus Norwegen und Deutschland. Seine beste Weltcup-Platzierung verbesserte er auf den zweiten Platz am 13. März 2018 beim Springen in Lillehammer im Rahmen der Raw Air. Im Gesamtweltcup der Saison 2017/18 belegte er mit 633 Punkten den neunten Rang und landete damit zum ersten Mal in den Top Ten.
Nachdem er sich im Verlauf der Vierschanzentournee 2018/19 als Dritter in Garmisch-Partenkirchen und Zweiter in Bischofshofen zweimal auf dem Podium platzieren konnte und einen Podestplatz in der Gesamtwertung der Tournee als Vierter nur knapp verpasst hatte, gelang ihm am 13. Januar 2019 im Val di Fiemme sein erster Weltcupsieg. Nachdem er bei den Skiweltmeisterschaften 2019 in Seefeld in Tirol von der Großschanze im Einzel Zwölfter und mit der Mannschaft Vierter geworden war, sah es auch von der Normalschanze zunächst nicht nach einem Erfolg aus. Nach dem ersten Durchgang lag Kubacki auf der Toni-Seelos-Olympiaschanze zunächst nur auf Rang 27. Im zweiten Durchgang, der stark vom Wind geprägt wurde, erreichte er jedoch 104,5 Meter und damit die höchste Weite des Tages und konnte damit den Weltmeistertitel erringen. Im abschließenden Mixed-Team-Wettbewerb belegte er mit der polnischen Mannschaft den sechsten Platz. Am Ende der Saison 2018/19 belegte er mit 988 Punkten den fünften Platz in der Weltcup-Gesamtwertung. Mit dem polnischen Team gewann er die Nationenwertung.
Nachdem Kubacki mit zwei dritten Plätzen in Oberstdorf und Garmisch-Partenkirchen in die Vierschanzentournee 2019/20 gestartet war, übernahm er nach einem zweiten Platz in Innsbruck die Gesamtführung. Diese konnte er mit seinem zweiten Weltcup-Sieg in Bischofshofen von der Paul-Außerleitner-Schanze behaupten und wurde somit Gesamtsieger vor Marius Lindvik und Karl Geiger. In Titisee-Neustadt gewann er Mitte Januar die beiden Einzelspringen. Am Ende der Saison 2019/20 belegte er mit 1169 Punkten Platz vier im Gesamtweltcup.
In Wisła fanden am 22. und 23. August die beiden einzigen Grand-Prix-Springen des Sommers 2020 statt. Diese konnte Kubacki beide für sich entscheiden und gewann somit auch die Grand-Prix-Gesamtwertung. Bei den polnischen Meisterschaften in Szczyrk gewann Dawid Kubacki den Titel von der Normalschanze und wurde Dritter mit dem Team. Bei der Skiflug-Weltmeisterschaft 2020 in Planica belegte Kubacki im Einzelwettbewerb den 15. Platz. Im Mannschaftswettbewerb gewann er mit Piotr Żyła, Andrzej Stękała und Kamil Stoch die Bronzemedaille hinter den Teams aus Norwegen und Deutschland. Bei der Vierschanzentournee 2020/21 gewann Kubacki das Neujahrsspringen in Garmisch-Partenkirchen. In der Gesamtwertung belegte er hinter Kamil Stoch und Karl Geiger den dritten Rang. Bei den Skiweltmeisterschaften 2021 in Oberstdorf wurde er im Einzelspringen von der Großschanze 15. und von der Normalschanze Fünfter. Mit der polnischen Mannschaft wurde er gemeinsam mit Piotr Żyła, Andrzej Stękała und Kamil Stoch von der Großschanze Dritter und mit dem Mixed-Team Sechster.
Bei den Olympischen Winterspielen 2022 in Peking errang er die Bronzemedaille auf der Normalschanze, von der Großschanze wurde er 26. Mit dem polnischen Mixed-Team und der Herrenmannschaft wurde er jeweils Sechster. Am 2. Oktober 2022 gewann er zum vierten Mal den Skisprung-Grand-Prix, was vor ihm noch keinem Athleten gelang. Mit 14 Tagessiegen hält er ebenfalls einen Rekord. Die Saison 2022/23 beendete Kubacki zwei Wochen vor Ende aufgrund des gesundheitlichen Zustands seiner Frau vorzeitig.
Bei den Europaspielen 2023 gewann Kubacki die Goldmedaille im Einzel von der Großschanze.

## Privates
Kubacki lebt in Szaflary. Er ist verheiratet und hat mit seiner Frau Marta zwei Töchter.

## Erfolge

### Weltcupsiege im Einzel
| Nr. | Datum             | Ort                    | Typ         |
| --- | ----------------- | ---------------------- | ----------- |
| 01. | 13. Januar 2019   | Predazzo               | Großschanze |
| 02. | 6. Januar 2020    | Bischofshofen          | Großschanze |
| 03. | 18. Januar 2020   | Titisee-Neustadt       | Großschanze |
| 04. | 19. Januar 2020   | Titisee-Neustadt       | Großschanze |
| 05. | 1. Januar 2021    | Garmisch-Partenkirchen | Großschanze |
| 06. | 5. November 2022  | Wisła                  | Großschanze |
| 07. | 6. November 2022  | Wisła                  | Großschanze |
| 08. | 11. Dezember 2022 | Titisee-Neustadt       | Großschanze |
| 09. | 18. Dezember 2022 | Engelberg              | Großschanze |
| 10. | 4. Januar 2023    | Innsbruck              | Großschanze |
| 11. | 16. März 2023     | Lillehammer            | Großschanze |

### Weltcupsiege im Team
| Nr. | Datum             | Ort         | Typ         |
| --- | ----------------- | ----------- | ----------- |
| 01. | 3. Dezember 2016  | Klingenthal | Großschanze |
| 02. | 28. Januar 2017   | Willingen   | Großschanze |
| 03. | 27. Januar 2018   | Zakopane    | Großschanze |
| 04. | 17. November 2018 | Wisła       | Großschanze |
| 05. | 15. Februar 2019  | Willingen   | Großschanze |
| 06. | 23. März 2019     | Planica     | Flugschanze |
| 07. | 14. Dezember 2019 | Klingenthal | Großschanze |
| 08. | 11. Februar 2023  | Lake Placid | Großschanze |

### Grand-Prix-Siege im Einzel
| Nr. | Datum              | Ort          | Typ           |
| --- | ------------------ | ------------ | ------------- |
| 01. | 1. August 2015     | Wisła        | Großschanze   |
| 02. | 8. August 2015     | Hinterzarten | Normalschanze |
| 03. | 15. Juli 2017      | Wisła        | Großschanze   |
| 04. | 29. Juli 2017      | Hinterzarten | Normalschanze |
| 05. | 12. August 2017    | Courchevel   | Großschanze   |
| 06. | 1. Oktober 2017    | Hinzenbach   | Normalschanze |
| 07. | 3. Oktober 2017    | Klingenthal  | Großschanze   |
| 08. | 29. September 2019 | Hinzenbach   | Normalschanze |
| 09. | 22. August 2020    | Wisła        | Großschanze   |
| 10. | 23. August 2020    | Wisła        | Großschanze   |
| 11. | 18. Juli 2021      | Wisła        | Großschanze   |
| 12. | 23. Juli 2022      | Wisła        | Großschanze   |
| 13. | 25. September 2022 | Hinzenbach   | Normalschanze |
| 14. | 2. Oktober 2022    | Klingenthal  | Großschanze   |

### Grand-Prix-Siege im Team
| Nr. | Datum          | Ort          | Typ           |
| --- | -------------- | ------------ | ------------- |
| 01. | 7. August 2010 | Hinterzarten | Normalschanze |
| 02. | 2. August 2013 | Wisła        | Großschanze   |
| 03. | 25. Juli 2014  | Wisła        | Großschanze   |
| 04. | 31. Juli 2015  | Wisła        | Großschanze   |
| 05. | 14. Juli 2017  | Wisła        | Großschanze   |
| 06. | 21. Juli 2018  | Wisła        | Großschanze   |
| 07. | 20. Juli 2019  | Wisła        | Großschanze   |

### Continental-Cup-Siege im Einzel
| Nr. | Datum           | Ort      | Typ           |
| --- | --------------- | -------- | ------------- |
| 01. | 31. Januar 2015 | Zakopane | Großschanze   |
| 02. | 7. März 2015    | Seefeld  | Normalschanze |
| 03. | 4. Juli 2015    | Kranj    | Normalschanze |
| 04. | 5. Juli 2015    | Kranj    | Normalschanze |

## Statistik

### Weltcup-Platzierungen
| Saison  | Platz | Punkte |
| ------- | ----- | ------ |
| 2012/13 | 36.   | 0142   |
| 2013/14 | 49.   | 0087   |
| 2014/15 | 53.   | 0035   |
| 2015/16 | 29.   | 0182   |
| 2016/17 | 19.   | 0345   |
| 2017/18 | 09.   | 0633   |
| 2018/19 | 05.   | 0988   |
| 2019/20 | 04.   | 1169   |
| 2020/21 | 08.   | 0786   |
| 2021/22 | 27.   | 0231   |
| 2022/23 | 04.   | 1592   |
| 2023/24 | 28.   | 0213   |
| 2024/25 | 35.   | 0122   |

### Vierschanzentournee-Platzierungen
| Saison  | Platz | Punkte |
| ------- | ----- | ------ |
| 2010/11 | 43.   | 0386,1 |
| 2011/12 | 63.   | 0097,1 |
| 2012/13 | 31.   | 0698,0 |
| 2013/14 | 55.   | 0206,7 |
| 2014/15 | 36.   | 0535,8 |
| 2015/16 | 35.   | 0421,4 |
| 2016/17 | 15.   | 0875,6 |
| 2017/18 | 06.   | 1003,0 |
| 2018/19 | 04.   | 1010,8 |
| 2019/20 | 01.   | 1131,6 |
| 2020/21 | 03.   | 1057,8 |
| 2021/22 | 22.   | 0826,7 |
| 2022/23 | 02.   | 1158,2 |
| 2023/24 | 30.   | 0611,9 |
| 2024/25 | 32.   | 0588,0 |

### Grand-Prix-Platzierungen
| Saison | Platz | Punkte |
| ------ | ----- | ------ |
| 2009   | 68.   | 0009   |
| 2010   | 05.   | 0348   |
| 2011   | 46.   | 0043   |
| 2012   | 08.   | 0218   |
| 2013   | 24.   | 0116   |
| 2014   | 43.   | 0045   |
| 2015   | 05.   | 0281   |
| 2016   | 13.   | 0186   |
| 2017   | 01.   | 0500   |
| 2018   | 08.   | 0257   |
| 2019   | 01.   | 0305   |
| 2020   | 01.   | 0200   |
| 2021   | 02.   | 0242   |
| 2022   | 01.   | 0380   |
| 2023   | 05.   | 0198   |
| 2024   | 08.   | 0175   |

### Schanzenrekorde
| Ort                    | Land        | Weite               | aufgestellt am  | Rekord bis      |
| ---------------------- | ----------- | ------------------- | --------------- | --------------- |
| Bischofshofen          | Österreich  | 145 m (HS: 142 m)   | 6. Januar 2019  | aktuell         |
| Zakopane               | Polen       | 143,5 m (HS: 140 m) | 19. Januar 2019 | 25. Januar 2020 |
| Garmisch-Partenkirchen | Deutschland | 144,0 m (HS: 142 m) | 1. Januar 2021  | 1. Januar 2025  |